# Polyéthylène basse densité
Le polyéthylène basse densité (PE-LD) est un polyéthylène qui a été inventé en 1933 par les ingénieurs anglais E.W. Fawcett et R.O. Gibson de la firme ICI.
Ce polymère thermoplastique de grande consommation est obtenu par polymérisation radicalaire de l’éthylène (ou éthène) en opérant sous très haute pression (1 800 à 3 000 bar) à environ 200 °C.

## Propriétés
Sa densité, voisine de 0,92, est plus faible que celle du polyéthylène haute densité (PEHD ; d~0,95), car sa structure révèle un taux de ramification supérieur à celui du PEHD.
Le PEBD (LDPE, en anglais : low density polyethylene) est considéré comme un matériau « modèle » pour une étude fondamentale. L'étude mécanique se fait couramment à l'aide d'une machine de traction. Elle permet de déterminer plusieurs grandeurs physiques importantes. Par exemple, le module d'élasticité et la contrainte à la rupture du PEBD sont inférieurs à ceux du PEHD.
Cette polyoléfine est plus souple que le PEHD, mais elle possède une moindre résistance mécanique que le PEHD. Les principales applications du PEBD sont des produits souples : sacs poubelles, films, sachets, récipients souples, etc.
Températures d'utilisation de deux grades de PEBD [entre () pour de courtes durées] : 75 °C (90 °C) (non compatible micro-onde) ; 80 °C (120 °C).
Retrait important (1,5 à 3 %), mais moins élevé que celui du PEHD (1,5 à 4 %) car sa structure est moins cristalline.

## Commerce
En 2015, la France exporte en moyenne 40 000 t de PEBD par mois, et en importe en moyenne 32 000 t.
Ses principaux partenaires commerciaux sont, à l'export :
- Italie (32 %) ;
- Allemagne (17 %) ;
- Pays-Bas (10 %) ;
- Espagne (9 %).

Ses principaux partenaires commerciaux sont, à l'import :
- Allemagne (22 %) ;
- Pays-Bas (21 %) ;
- Belgique (18 %) ;
- Espagne (11 %) ;
- Royaume-Uni (8 %).

En 2015, le prix constaté aux frontières est, tous pays confondus, d'environ 1 200 €/t.

## Galerie

Code d'identification de la résine PEBD.
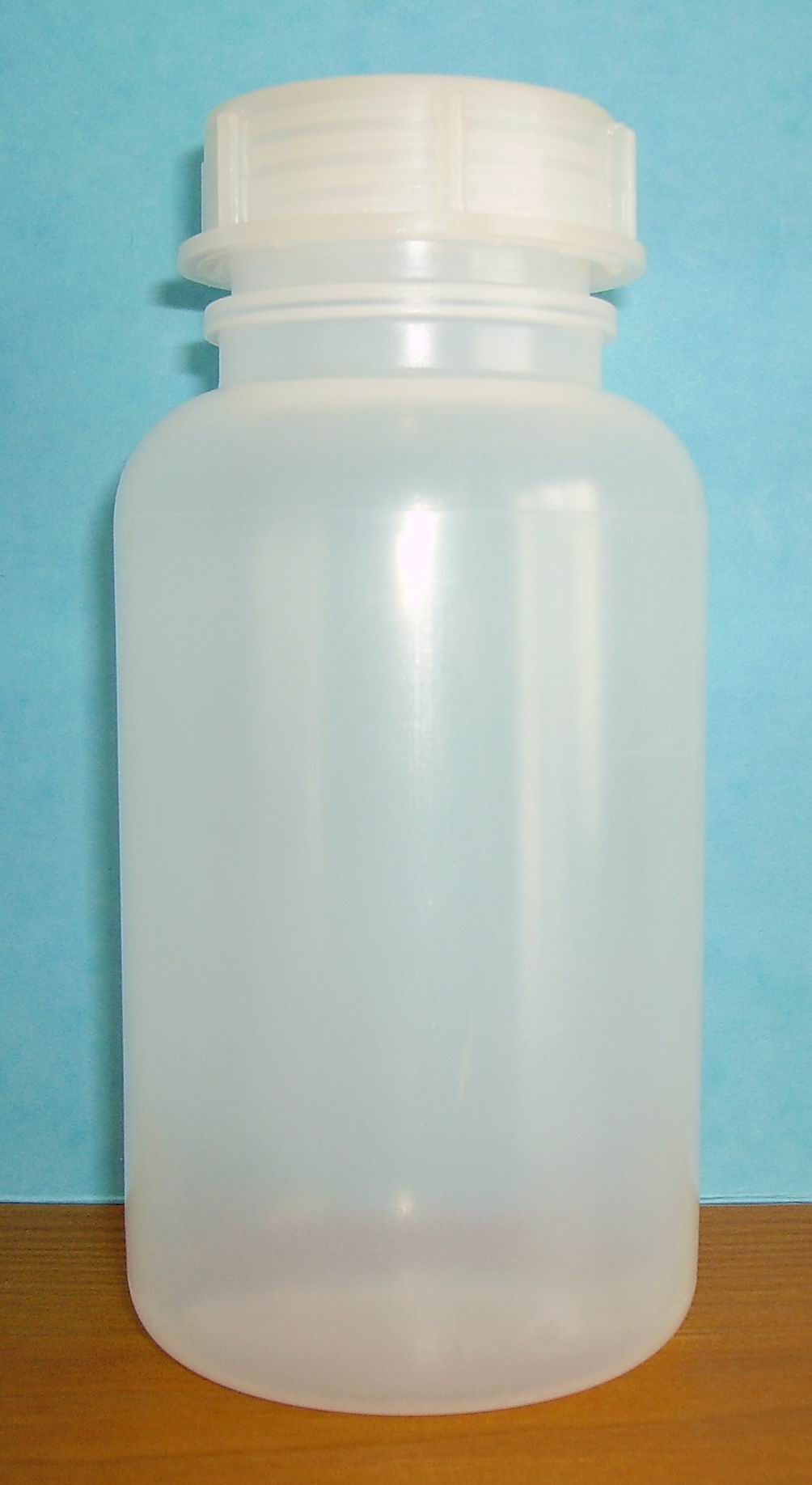
« Verrerie » de laboratoire en PEBD.